# Wilkowska Góra
Wilkowska Góra – wzgórze, wzniesienie, położone w obrębie Wzgórz Trzebnickich, w mikroregionie Grzbietu Trzebnickiego. Jest jednym z wierzchołków Baraniego Masywu. Znajduje się w gminie Prusice. Wzniesienie pokryte jest lasem. Jego wierzchołek położony jest na wysokości bezwzględnej wynoszącej 193,0 m n.p.m.

## Położenie i otoczenie
Wilkowska Góra jest częścią Wzgórz Trzebnickich, będących mezoregionem o identyfikatorze 318.44 (według regionalizacji fizycznogeograficznej opracowanej przez Jerzego Kondrackiego), należących do Wału Trzebnickiego (makroregion o indeksie 318.4). W ramach tych Wzgórz Trzebnickich wyróżnia się także mikroregion, obejmujący Wilkowską Górę – Grzbiet Trzebnicki (mikroregion o indeksie 318.444), która w jego obrębie jest jednym z wierzchołków Baraniego Masywu. Masyw ten leży w jego północno-zachodniej części Grzbietu Trzebnickiego. Pod względem regionalizacji przyrodniczo-leśnej wzgórze położone jest w mezoregionie Wzgórz Trzebnicko-Ostrzeszowskich. Pod względem administracji leśnej podlega nadleśnictwu Oborniki Śląskie, leśnictwo Osolin.
Natomiast pod względem podziału administracyjnego wzniesienie jest położone na terenie gminy Prusice. Gmina ta przynależy do powiatu Trzebnickiego w województwie dolnośląskim, w obrębie ewidencyjnym Wilkowa Wielka. Wierzchołek leży w pobliżu drogi łączącej Wilkową i Świerzów.

## Charakterystyka
Wilkowska Góra jest jednym z kilku wierzchołków położonych w Baranim Masywie. Najwyższy punkt Wilkowskiej Góry osiąga wysokość bezwzględną wynoszącą 193,0 m n.p.m. (według innych źródeł 189 m n.p.m.). Jest to jedno z najwyższych wzniesień gminy Prusice. Wzniesienie pokryte jest lasem. W okolicach wierzchołka jest to las gospodarczy klasyfikowany jako bór mieszany świeży. W drzewostanie lasu w tym rejonie znajdują się takie gatunki drzew jak sosna zwyczajna, dąb, brzoza brodawkowata, świerk pospolity, a miejscowo także grab pospolity. W podszycie zaś występują takie gatunki jak jarząb pospolity, kruszyna pospolita, świerk pospolity, brzoza brodawkowata i czeremcha późna. Na południe od wierzchołka, w jego pobliżu, przebiega droga łącząca Wilkową i Świerzów, wzdłuż której wyznaczono granicę gminy Prusice i gminą Oborniki Śląskie. Już na terenie tej drugiej gminy, po południowej stronie drogi, na mapach wskazywana jest kota o wysokości bezwzględnej wierzchołka wynoszącej 188,5 m n.p.m.

## Nazwa
Nazwa własna – Wilkowska Góra – jest nazwą urzędową. Została ustalona i ujęta w państwowym rejestrze nazw geograficznych na podstawie Zarządzenia nr 70 z dnia 30 marca 1954 r. wydanego przez Prezesa Rady Ministrów (Monitor Polski z 1954 nr 38, poz. 516). Odnosi się ona do ukształtowania terenu należącego do rodzaju wzgórza, wzniesienia. W rejestrze tym przypisano jej identyfikator: PRNG – 206510, identyfikator IIP – PL.PZGiK.320.NGRP.206510. Podaje on następujące współrzędne geograficzne punktu głównego masywu: szerokość geograficzna – 51°20'25" N, długość geograficzna – 16°55'15" E. W rejestrze tym jest ważna od 28.04.2015 r.
W czasie przynależności tego obszaru do Niemiec wzniesienie nosiło nazwę Mägde Berg.